# Тврђава Тустањ
Тустањ је био средњовековни град-тврђава на литици  и место које је служило као царинарница у периоду између 9. и 16. века, као староруски одбрамбени комплекс на литици. Његови остаци се налазе у Украјинским Карпатима (Источни Бескиди), у Сколском округу Лавовске области, близу села Урич, јужно од града Борислава и југоисточно од села Схидница. Јединствени споменик историје, археологије, архитектуре и природе смештен је усред шума Подгородског шумарства и део је Музеја локалитета Тустањ.
То је био одбрамбени и административни центар, као и царина на важном путу соли који је водио од Дрогобича преко Закарпатја ка Западној Европи .

## Геологија и геоморфологија
Стенски комплекс је састављен од еродираних остатака субвертикалних слојева пешчара Јамне формације из доба палеогена. Карактерише их скоро вертикално наслањање седиментних слојева са својим егзотичним текстурама налик душецима и кугластим облицима. Облик и карактер стена зависе од временских услова и литолошког састава пешчара. Током мезозоика и палеоценске епохе кенозоика, у време тадашњег океана Тетис, овде су се акумулирали дебели слојеви муља. Пре око 25 милиона година, у палеоцену кенозоика, заједно са формирањем Карпата, формирани су пешчари, од којих су поједини избили на површину. У геологији су познати као Јамна пешчари; име је изведено из некадашњег села Јамна. Комплекс Уричких стена сачињен је од одвојених остатака: Камин (стена), Остриј Камин (назубљена стена), Мала Скеља (мала литица), Жолоб (клисура). На неким местима, пешчари штрче као велики монолити, док су другде хаотично нагомилане громаде. Има много пукотина, удубљења и малих пећина, укључујући и оне које је направио човек.

## Порекло имена
Име „Тустањ“ је старословенског порекла. То је сложена именица састављена од два дела: Ту + Стањ. Ова врста имена позната је у санскриту, старогрчком и келтском језику и типична је за словенска имена позната из споменика који датирају из периода од 6. до 7. века. На пример, ово су имена антских поглавара и византијских војсковођа словенског порекла: Доброхост, Калихост, Межмир, Татимир, Хвалибуд итд.
Древна народна етимологија, коју је забележио пољски историчар Станислав Сарницки 1585. године, и савремена усмена традиција тумаче име као фразу „стати овде“.

## Историја
У 9. веку, територију данашњег Тустања насељавала су племена Белих Хрвата. Пред крај10. века, кнежевине које су формиране у сливу реке Сан, горњег и средњег Дњестра и горњег Прута освојио је кијевски кнез Володимир Свјатославич и припојио их Кијевској Русији.
Средином 12. века, Тустањ је, заједно са градовима као што су Перемишљ, Звенигород, Санок, Хородок, Јарослав, Вишња, Холохори, Синевидско, Спас, Стара Сил, Лавов, Дроховиж, Самбир и Тухлија, био део Перемске кнежевине.  Касније је тврђава била главни регионални гранични центар између Галицијско-Волинске кнежевине и Мађарске, а након тога је постала део Краљевине Пољске - гранично подручје између Краљевине Пољске и Угарске.
Најстарији запис о Тустању датира из 1340. године у тексту пољског хроничара Јанка из Чарнкова, који је био вицеканцелар тадашњег краља Казимира III. У својим хроникама, које су обухватале догађаје између 1363. и 1384. године, међу градовима и тврђавама руске земље, које је краљ недавно освојио, поменуо је „Лемберг, или Лавов, град Перемишл, град и тврђаву Санок, град Коросно, тврђаве Љубачов, Теребовља, Галич, Тустањ“. Док Јанко из Чарнкова није ништа поменуо на рачун окупације тврђаве, други пољски хроничар Јан Длугош (1415—1480) директно указује на чињеницу да је 1340. године „током једног лета краљ Казимир преузео целу Русију“: „Казимир... на рођендан Јована Крститеља, прешао је у руску земљу и окупирао градове и тврђаве Перемишл, Галич, Луцк, Володимир, Санок, Љубачов, Теребовља, Тустањ, друге руске градове и тврђаве“.  Записи та два хроничара указују да је ово била одбрамбена тврђава која је постојала пре него што ју је преузео пољски краљ у 14. веку. Археолошки налази доказују исту ствар.
Најстарији документовани запис се налази у писму папе Бонифација IX од 15. маја 1390. године. У њему се наводи да је Владислав Ополе предао град Рохатин, замкове Олеско и Тустањ, са њиховим засеоцима, имањима и свим њиховим пољима, као и десетину од профита рудника соли у Дрогобичу и Жидачиву, новоформираној Галицијској католичкој дијецези. Поред одбрамбене улоге, Тустањ је имао и функцију административног места. То је посведочено краљевском повељом за село Крушелницу од 4. новембра 1395. године. У њему се каже да је село Крушелница Тустањске волости додељено послушним слугама, Ивану и Дамјану, и њиховим синовима са свим својим имањем: шумама, пашњацима, њивама и сенокосима.
Касније су тврђаву освојили пољски магнати и племство, а о томе сведочи краљевска повеља из 1539. године. Краљ, на захтев Јана од Тарнова, додељује Николају Близинском и његовим наследницима „тврђаву Тустањ, то јест, стене које се налазе само у Стријским планинама близу границе са Мађарском“. Обећали су да ће „бранити, обновити, ојачати и одржавати овај замак на стенама“. Није познато да ли је тврђава обновљена и ојачана, али је Близински 1541. године доделио село "Пидгородци и тврђаву Тустањ" Јану од Тарнова. 
Кроз тврђаву је пролазио пут за трговину. Рута је почињала у Дрогобичу, пролазила је кроз села Тустановичи, Тустањ и село Пидгородци, а затим дуж долина Стрија и Опира стизала до карпатских превоја и спуштала се у западноевропске земље. Топоними као што су Подхостинец, Хостинец и планина Товар указују на постојање трговачког пута.  Стражари су наплаћивали царину од трговаца и обезбеђивали њихову заштиту током транспорта робе.
Чињеница да је тврђава Тустан постојала до 16. века доказана је налазима археолошких експедиција и документима: последњи записи о тврђави датирају из 1565. године, у инвентару солане у Дрогобичу. Писало је: „...у Тустану наплаћују царину од трговаца који путују преко планина, пролазећи поред Дрогобича. Царина... износи 14 злота“.
Неколико фактора је изазвало постепени пад тврђаве:
1) Економски фактор: у 16. веку, земље Централне Европе су покренуле сопствене каменоломе соли, па је стога било смањено допремање соли из Галиције. Тустањ је престао да буде царинарско место.
2) Политички фактор: Тустањ је престао да има било какву улогу тврђаве за одбрану границе због стабилизације политичких односа између Пољске и Мађарске и померања пољске границе знатмо даље на исток.
3) Војни фактор: Тустањ је изгубио своју одбрамбену функцију због промена у војној опреми и тактици војске.

## Архитектура
Град и тврђава Тустањ су изграђеи на литици, и имају посебно место у дрвеном градитељству средњег века. Стенске формације, које су саме по себи моћни одбрамбени зидови, градитељи су мудро употребили. Пукотине између стена биле су затворене дрвеним зидовима, спречавајући сваки прилаз тврђави. Специјални резови - жлебови и удубљења – направљене су у каменим површинама ради осигуравања балвана. Ти трагови омогућавају реконструкцију изгледа тврђаве током периода између 9. и 16. века, упркос чињеници да брвнаре нису сачуване. Само на стенском комплексу Камин је откривено и проучено преко 4.000 трагова градње на литицама.
Након анализе свих трагова, главни истраживач Тустања, Михаило Рожко, дошао је до закључка да је тврђава грађена у неколико фаза; затим је стално дограђивана, расла је и заузимала горње делове стенског комплекса. У 13. веку, током периода свог процвата, тврђава је обухватала све могуће галерије и терасе од самог дна до врха. Висина комплетне конструкције у дворишту достигла је пет спратова, сваки је био висок по 3,5 до 4 метра, што је знак веома напредног нивоа грађевинске технологије. 
За снабдевање водом током опсаде, тврђава је имала бунар у подножју стена и две цистерне. До данас су сачувани само остаци каменог зида. Михаило Рожко је датирао изградњу зида у другој половини 13. века. Зид је био дебљине 2,5 метра и покривао је жлебове усечене у стеновитим површинама за дрвене зидове.

## Археологија
Током археолошких истраживања тврђаве прикупљено је преко 25.000 археолошких налаза.  Међу њима су били дрвени елементи из саме конструкције, метални предмети, грнчарија, стакло и кожна галантерија.
Метални предмети који су пронађени су: енголпион, глава прстена са угравираним ликом птице, бронзани буздован, маљ, секира, врхови стрела за самострел, врхови стрела за дугачки лук, врхови копља, ударачи ватре, мамузе, звона, секачи, длета за дрво, игле и копче за књиге.
Дрвени налази су представљени бројним дрвеним структурама, међу којима се налазе фрагменти шест довратника, стубови галерија, фрагменти греда, ексери, даске са ластавичиним репом, летве, цреп, дрвене кашике и лопата. Откривени фрагменти грнчарије датирају и 9. и 16. века. Такође, постојале су плочице, од којих неки фрагменти носе лик Георгија Змајеубице.

## Петроглифи
Слике на површини стена (петроглифи) припадају великом и донекле мистериозном подручју споменика древне културе и уметности. Слике на стенама се углавном налазе на највећој и централној групи, Камину, и налазе се на тешко доступним местима.
Међу свим петроглифима, истраживач Никола Бандривски је обратио пажњу на групу слика у облику круга, диска или шематских округлих фигура. Такви знаци се називају соларним знацима. Истраживач је анализирао локацију тих соларних знакова и дошао до закључка да су постављени на каменим површинама у складу са одређеним системом. Међутим, не слажу се сви истраживачи са теоријом о ручно рађеном пореклу „соларних знакова“. Посебно је професор геологије Богдан Ридуш доказао да су то природни рељефи окамењених сунђера, који су настали у процесу распадања пешчара.
Ручно рађени петроглифи су такође остали сачувани. Посебно су занимљиве појединачне слике животиња: вук који јури лоса, коњ и јахач. Током археолошких ископавања која је водио М. Рожко, на падинама Великог Крила откривени су петроглифи, укључујући пет секира, два крста и једну свастику.
Велика група петроглифа могла је настати у 18. и 20. веку, када су стене Тустана биле позната туристичка атракција. Значајну групу споменика чине хералдички знаци. Може се видети и трозубац, као и симболи различитих организација.

## Истраживање тврђаве
Научно интересовање за стене у Уричу појавило се у 19. и 20. веку и било је повезано са фолклорним студијама.
Михаило Рожко је, заједно са групом ентузијаста, систематски мерио постојеће трагове градње и направио прве реконструкције тврђаве између 1971. и 1978. године. Управо те 1978. године је почела нова етапа у истраживању Тустања је започела експедицијом Лавовске регионалне организације Друштва за заштиту украјинске историје и културе. Од 1979. до 1991. године, експедиција је трансформисана у Карпатску архитектонско-археолошку експедицију при Академији наука Украјине под надзором Михаила Рожка. Систематско проучавање стеновитих формација тврђаве од стране Михаила Рожка омогућило је истраживачу да изврши просторну и волуметријску реконструкцију комплекса тврђаве са стеновитом групом Камин у центру и одвојеним одбрамбеним и стражарским тачкама на Остром Камину и Малој Скељи. Реконструкција пет периода дрвене градње тврђаве урађена је на основу археолошких налаза, архитектонских и археолошких мерења стена са траговима градње и остацима зидова од цигле. Истраживање сличних пејзажно-архитектонских објеката са траговима дрвених конструкција које се налазе у Бубнишћу, Розгирчу, Пидкамину и другим утврђеним локалитетима недалеко од Тустања такође је омогућило да се донесу закључци о природи градње и архитектури средњовековних утврђења која су смештена у планинским, каменитим местима, и да се јасније дефинише место споменика у комплексу тадашњих одбрамбених објеката Источних Карпата.

## Музеј локалитета Тустањ
Да би се заштитио локалитет, Државни историјско-културни резерват Тустањ је основан 1994. године одлуком Кабинета министара Украјине. Лавовски историјски музеј је био задужен за резерват. Посебна управа је формирана 2005. године, а у септембру 2016. године је извршена реструкција је под управом Лавовског обласног већа (које функционише као општинско тело) под називом „Управа Тустањског државног историјско-културног резервата“. Касније је његово име на енглеском језику промењено у Музеј локалитета Тустањ, који је у употреби и данас.